# Stănești, Vâlcea
Stănești là một xã thuộc hạt Vâlcea, România. Dân số thời điểm năm 2002 là 1554 người.